# HD 43691
HD 43691 är en ensam stjärna belägen i den mellersta delen av stjärnbilden Kusken. Den har en skenbar magnitud av ca 8,03 och är kräver åtminstone en stark handkikare för att kunna observeras. Baserat på parallax enligt Gaia Data Release 2 på ca 11,7 mas, beräknas den befinna sig på ett avstånd på ca 280 ljusår (ca 86 parsek) från solen. Den rör sig närmare solen med en heliocentrisk radialhastighet på ca –29 km/s.

## Egenskaper
HD 43691 är en gul till vit underjättestjärna av spektralklass G0 IV, som har förbrukat förrådet av väte i dess kärna och utvecklas bort från huvudserien. Den har en massa som är ca 1,2 solmassor, en radie som är ca 1,4 solradier och har ca 2,2 gånger solens utstrålning av energi  från dess fotosfär vid en effektiv temperatur av ca 5 900 K.

## Planetsystem
År 2007 upptäcktes en exoplanet i bana runt HD 43691. Den har en massa som är minst två och en halv gånger så mycket som Jupiters och kretsar runt stjärnan närmare än Merkurius till solen.
| Planet | Massa           | Halv storaxel (AE) | Siderisk omloppstid (d) | Excentricitet | Inklination | Radie |
| ------ | --------------- | ------------------ | ----------------------- | ------------- | ----------- | ----- |
| b      | ≥2,57 ± 0,33 MJ | 0,238 ± 0,15       | 36,99913 ± 0,00093      | 0,085 ± 0,012 | -           | -     |